# Seleção de Futebol da América do Sul do Século XX
A Seleção de Futebol da América do Sul do Século XX foi escolhida através de um levantamento com as personalidades da IFFHS e profissionais de futebol em todo o mundo.

## Elenco
| Posição          | País      | Nome                  |
| ---------------- | --------- | --------------------- |
| Goleiro          | Argentina | Ubaldo Fillol         |
| Lateral-direito  | Brasil    | Carlos Alberto Torres |
| Zagueiro         | Chile     | Elías Figueroa        |
| Zagueiro         | Argentina | Daniel Passarella     |
| Lateral-esquerdo | Brasil    | Nílton Santos         |
| Meio-campo       | Brasil    | Didi                  |
| Meio-campo       | Argentina | Alfredo Di Stéfano    |
| Meio-campo       | Brasil    | Roberto Rivellino     |
| Meio-campo       | Argentina | Diego Maradona        |
| Atacante         | Brasil    | Garrincha             |
| Atacante         | Brasil    | Pelé                  |

## Por país
| País      | Quantidade | Jogadores                                                              |
| --------- | ---------- | ---------------------------------------------------------------------- |
| Brasil    | 6          | Carlos Alberto Torres, Garrincha, Nílton Santos, Pelé, Rivellino, Didi |
| Argentina | 4          | Alfredo Di Stéfano, Ubaldo Fillol, Diego Maradona, Daniel Passarella   |
| Chile     | 1          | Elías Figueroa                                                         |